# 3D računalna grafika

## Grafika
Grafika je vizualna prezentacija na nekoj podlozi, kao što je npr. zid, platno, računalni zaslon, papir, ili kamen, a cilj joj je da informira, ilustrira ili zabavi. Primjeri su: fotografije, crteži, grafikoni, dijagrami, tipografija, brojevi, simboli, geometrijski oblici, karte ili slično.
 Grafike su vizualni elementi koji se često koriste kako bi čitatelju i gledatelju privukli pažnju na neku informaciju. Koriste se također kao zamjena za tekst da pomognu čitatelju u lakšem razumijevanju nekog koncepta ili da koncept učine zanimljivim. Obično se kombinira tekst, ilustracija i boja, a može biti funkcionalna ili umjetnička.

### Računalna grafika
Izraz računalna grafika uključuje gotovo sve što nije tekst i zvuk, a što je stvoreno pomoću računala. Danas gotovo sva računala koriste neku vrstu grafike i korisnicima je omogućeno korištenje ikona i slika umjesto same tipkovnice. 
U današnje vrijeme računala i računalno stvorena grafika ulaze u mnoge aspekte naše svakodnevnice. Nalazimo ih u televiziji, novinama, vremenskim izvješćima ili tijekom operacijskih zahvata. 
Termin računalna grafika ima nekoliko značenja:
- reprezentacija i manipulacija slikovnih podataka pomoću računala
- razne tehnologije koje se koriste pri izradi i manipulaciji takvih slikovnih podataka
- slike proizvedene na taj način
- podkategorija računalne znanosti koja proučava metode digitalnog sintetiziranja i manipuliranja vizualnim sadržajem

Postoje dvije vrste računalne grafike: 
- rasterska grafika – gdje je svaki piksel posebno definiran
- vektorska grafika – gdje se upotrebljavaju matematičke formule za crtanje linija i oblika.

Upotrebom vektora dobiju se oštre grafike i često manji računalni dokumenti, ali kada su vektorske grafike komplicirane, tada je potrebno puno više vremena da se učitaju i mogu imati veće računalne dokumente nego rasterski ekvivalenti. 
Računalna grafika je grafika stvorena pomoću računala, ili generalno gledajući, to je reprezentacija manipulacije slikovnih podataka pomoću računala.

## Povijest računalne grafike
1960. Williamu Fetteru, grafičkom dizajneru za Boeing Aircraft Co., bilo je pripisano kovanje fraze “računalna grafika”, kako bi se opisalo njegovo istraživanje u Boeingu. Fetter je rekao da mu je taj termin zapravo dao Verne Hudson u Boeingu. U intervjuu 1978. Fetter je izjavio da je u mnogim aplikacijama postojala dugogodišnja potreba za simulacijom ljudske figure, koja točno opisuje ljudsko tijelo i koja je usvojiva u mnogim korisničkim okruženjima. Njegov rani rad u Boeingu bio je fokusiran na razvoj takvih ergonomskih opisa. Jedan od najpoznatijih prikaza u ranoj povijesti računalne grafike bila je ljudska figura, često spominjana kao “Boeing Man”, ali ju je Fetter nazivao “Prvi Čovjek”.
Računalna grafika se razvila nakon pojave hadrvera za računalnu grafiku. Rani projekti kao Whirlwind i SAGE Projects su potpomogli razvitku računalno grafičke discipline. Daljni napredak u razvoju digitalnih kompjutera kao što je TX-2 iz 1959. na Lincoln Laboratory-u je doveo do daljnjeg razvoja u interaktivnoj računalnoj grafici.
Prvi interaktivni računalni grafički sustav koristio je prikaz, svjetleće pero, i bazu priključaka kao sučelje.
Ivan Sutherland je na temelju svog doktorata rađenog u Lincoln Labsu na TX-2 računalu postao “djed” interaktivne računalne grafike i grafičkog korisničkog sučelja.
1969. ACM je inicirao SIGGRAPH (A Special Interest Group in Graphics) posvećenu simulaciji i modeliranju, uređivanju teksta i kompoziciji, računalno generiranoj umjetnosti, kartografiji i mapiranju, računalno potpomognutom dizajnu, te softveru i hardveru računalne grafike.
Tijekom 1970ih osobna računala postala su sve moćnija, sposobnija crtati jednostavne i složene oblike i dizajne. 
1980ih umjetnici i grafički dizajneri počeli su na osobno računalo, posebno na Commodore Amiga i Macintosh, gledati kao ozbiljan dizajnerski alat, koji može uštedjeti vrijeme i crtati preciznije od drugih metoda. 
3D računalna grafika postala je moguća krajem 1980. pojavom moćnih SGI računala, koji su kasnije korišteni za izradu prvih računalno-generiranih kratkih filmova u Pixaru. 
Macintosh je ostao i dalje jedan od najpopularnijih alata za računalnu grafiku u studijima i poslovima grafičkog dizajna.
Moderni računalni sustavi koji datiraju od 1980 na dalje, često koriste grafičko korisničko sučelje (GUI) za prezentaciju podataka i informacija pomoću simbola, ikona i slika, radije nego tekstom.
Grafika je jedan od 5 ključnih elemenata multimedijske tehnologije.
3D grafika je postala popularna 1990ih u igrama, multimediji i animaciji.
1996. izdana je jedna od prvih cjelovitih 3D igara, Quake.
1995. izdan je Toy Story, prvi dugometražni računalno generirani animirani film u kinima cijeloga svijeta. 
Od tada, računalna grafika postala je preciznija i detaljnija, zbog naprednijih računala i boljih aplikacija za 3D modeliranje, kao što je Cinema 4D.

## Vrste slika

### 2D računalna grafika
2D računalna grafika je računalno stvaranje digitalnih slika. Termin se koristi i za granu računalne znanosti koja obuhvaća takve tehnike, ili za modele same. 2D računalna grafika se većinom koristi u aplikacijama koje su u originalu razvijene nakon tradicionalnog printanja i tehnologija crtanja, kao što su tipografija, kartografija, tehničko crtanje, oglašavanje itd.
 U tim aplikacijama, 2D prikaz nije samo reprezentacija stvarnog objekta, nego je nezavisna rukotvorina s dodanom semantičkom vrijednošću; 2D modeli su stoga više preferirani, jer daju direktniju kontrolu slike nego 3D grafike, čiji pristup je srodniji fotografiji nego tipografiji.

### 3D računalna grafika
3D računalna grafika je grafika koja koristi trodimenzionalnu reprezentaciju (predočenje) geometrijskih podataka pohranjenih u računalu zbog svrhe izvođenja izračuna i renderiranja 2D slika.
U softveru za računalnu grafiku, razlika između 2D i 3D je često nejasna; 2D aplikacije mogu koristiti 3D tehnike kako bi postigle efekte poput osvjetljenja, a primarno 3D mogu koristiti 2D tehnike renderiranja.
3D računalne grafike se često spominju kao 3D modeli. Za razliku od renderirane grafike model je sadržan u grafičkoj podatkovnoj datoteci. Međutim, postoje razlike. 3D model tehnički nije grafička jedinica sve dok nije vizualno prikazan.
Zbog 3D printanja, 3D modeli nisu zatvoreni u virtualnom prostoru. Model može biti prikazan vizualno kao dvodimenzionalna slika pomoću procesa zvanog 3D renderiranje, ili može biti korišten u negrafičkim računalnim simulacijama i izračunima.
Proces kreiranja 3D računalnih grafika se može redoslijedom podijeliti na 3 osnovne faze:
- 3D modeliranje koje opisuje process formiranja oblika objekta
- izgled i animacija koja opisuje kretanje i položaj objekata unutar scene
- 3d renderiranje koje stvara sliku objekta

## Modeliranje
Modeliranje je 3D renderiranje sa zračnim precrtavanjem i okluzijom ambijenta koristeći se softverima Blender i Yafay.
Model opisuje process formiranja oblika nekog objekta. Dva opća izvora 3D modela su oni nastali na računalu umjetnika ili inženjera služeći se nekim oblikom alata za 3D oblikovanje, i oni skenirani u računalo od objekata stvarnog svijeta. Modeli također mogu biti proizvedeni postupno ili putem fizičke simulacije.

### 3D modeliranje
Proces razvoja matematičke, žičanookvirne reprezentacije bilo kojeg trodimenzionalnog objekta putem specijaliziranog softvera.
 Produkt toga se naziva 3D model. Može biti prikazan kao dvodimenzionalna slika kroz proces 3D iscrtavanje ili se može koristiti u računalnoj simulaciji fizičkog fenomena. Model može biti i fizički stvoren koristeći se 3D uređajima za prntanje. Modeli mogu biti kreirani automatski ili ručno. Ručni proces modeliranja koji priprema geometrijske podatke za 3D računalne grafike je sličan plastičnom umijeću kao što je kiparstvo. 

## Animacija
Animacija se odnosi na temporalni opis objekta, npr. kako se kreće i deformira tijekom vremena. Popularne metode uključuju keyframing, obrnutu kinematiku i gibanje na snimci, iako se mnoge od ovih tehnika upotrebljavaju u vezi jedna s drugom. Kao i kod modeliranja, fizička simulacija je drugi način navođenja kretanja. 

### Računalna animacija
Računalna animacija je umijeće kreiranja pokretnih slika upotrebom računala. To je podkategorija računalne grafike i animacije. Ponekad je meta animacije računalo samo, ali ponekad je meta i drugi medij, kao film. Također se za nju koristi termin CGI (Computer-generated imagery or computer-generated imaging) posebno kada se koristi u filmu. Kako bi se stvorila iluzija pokreta, slika je prikazana na zaslonu računala i onda brzo zamijenjena novom slikom koja je slična prethodnoj, ali neznatno pomaknuta. Ova tehnika je identična iluziji pokreta na televiziji i pokretnim slikama. 

## Prikaz
U općoj upotrebi, slika ili prikaz je rukotvorina, obično trodimenzionalna, i ima sličan izgled kao neki subjekt, obično fizički objekt ili osoba.
 Prikazi mogu biti dvodimenzionalni, kao fotografija, prikaz na zaslonu, i trodimenzionalni, kao što su kipovi. Mogu biti uhvaćeni pomoću optičkog uređaja – kao što su kamere, ogledala, leće, teleskopi, mikroskopi itd. i prirodnim objektima i fenomenima kao što su ljudsko oko i površine vode. Digitalni prikaz je reprezentacija dvodimenzionalnog prikaza služeći se jedinicama i nulama (binarni sustav). Ovisno o tome je li rezolucija prikaza fiksna, može biti vektorskog ili rasterskog tipa. Bez kvalifikacija, termin „digitalni prikaz“ se obično koristi za rasterske prikaze.

## Piksel
Piksel je najmanji dio informacije prikaza. Pikseli su normalno poredani u pravilnu dvodimenzionalnu mrežu, i često su prikazani kao točkice ili kvadratići. Svaki piksel je primjer originalne slike, gdje više primjera obično pruža precizniju reprezentaciju originala. Intenzitet svakog piksela varira, u sustavima boja, svaki piksel ima obično tri ili četiri komponente kao što su crvena, zelena i plava, ili tirkizna (cyan), ružičasta (magenta), žuta i crna.

## Renderiranje
Renderiranje ili iscrtavanje konvertira model u prikaz bilo simuliranjem transporta svjetla da bi se dobile fotorealistične slike, ili primjenom tipa stila kao u ne-fotorealističnom renderiranju.
 Dvije osnovne operacije u realističnom renderiranju su: 
- transport (koliko svjetla dode od jednog mjesta do drugog)
- raspršenje (kako povrsina reagira sa svjetlom).

Tijekom procesa 3D renderiranja, broj refleksija “svjetlosnih zraka” može biti iskrojen da bi se postigao željeni vizualni efekt.

## 3D projekcija
3D projekcija je metoda mapiranja trodimenzionalnih točaka na dvodimenzionalnoj plohi.

## Ray Tracing
Tehnika stvaranja prikaza precrtavanjem puta svjetla kroz piksele na plošnom prikazu. Ova tehnika omogućuje proizvodnju fotorealizma visokog stupnja; obično višeg nego tipičnim metodama iscrtavanja skeniranih linija, ali uz viši računski trošak.

## Sjenčanje
Odnosi se na prikazivanje dubine 3D modela ili ilustracija mijenjanjem razine tame.
To je proces korišten u crtanju za prikazivanje razine tame na papiru primjenom medija gušće ili s tamnijom sjenom za tamnija područja, i rjeđe ili sa svjetlijom sjenom za svjetlija područja.
Postoje razne tehnike sjenčanja uključujući cross hatching gdje se crtaju vertikalne linije različite blizine u mrežni uzorak kako bi se osjenčalo neko područje. Što su linije bliže jedna drugoj, to se područje čini tamnijim. Na isti način, što su linije međusobno udaljenije, to se područje čini svjetlijim. Ovaj termin se u novije vrijeme generalno smatra pod tim da se primjenjuje sjenčanje.

## Raspoređivanje teksture
Metoda dodavanja detalja ili boje računalno generiranoj grafici ili 3D modelu.
Pionirom te metode na primjeni kod 3D grafika smatra se Dr Edwin Catmull 1974. Dodana je mapa teksture (raspoređena) na površinu oblika ili poligona. Taj proces je srodan primjeni papira s uzorkom na čistu bijelu kutiju.
Multiteksturiranje je upotreba više od jedne teksture istovremeno na poligonu.

## Studij računalne grafike
Potpodručje računalne znanosti koje proučava metode digitalnog sintetiziranja i manipuliranja vizualnim sadržajem. Iako se termin obično koristi za trodimenzionalne računalne grafike, isto tako obuhvaća dvodimenzionalne grafike i obradu prikaza.
Kao akademska disciplina, računalna grafika proučava manipulaciju vizualne i geometrijske informacije koristeći se računskim tehnikama. Fokusira se na matematičkim i računskim temeljima generacije i obrade prikaza, prije nego na čisto estetskim pitanjima. Računalna grafika se često razlikuje od polja vizualizacije, iako ta dva polja imaju mnogo sličnosti.